# Maria Limmer
Maria Limmer (* 19. Mai 1896 in Friedburg als Maria Miglbauer; † 8. September 1974 in Aspach) war eine österreichische Schriftstellerin.

## Leben
Limmer kam als uneheliche Tochter auf die Welt und wurde von Pflegeeltern aufgezogen. Sie besuchte die Volksschule in Friedburg, die Bürgerschule in Salzburg und arbeitete nach Absolvierung eines Post- und Telegrafenkurses als Postbeamtin in Salzburg. Sie heiratete 1925 einen Zahntechniker, gab ihren Beruf auf und zog nach Oberösterreich.
Ihren ersten Roman Der neue Weg widmete sie dem Bau der Großglockner-Hochalpenstraße, in den Folgejahren erschienen Die vom Grundtnerhof und nach dem „Anschluss“ Die Flöte des Hirten. Der Liederzyklus Das ewige Licht und das Sagenspiel Luitgard von Ort wurden bei der Reichsschrifttumskammer angemeldet, eine Publikation oder Aufführung ist jedoch nicht dokumentiert. Zudem soll sie Gedichte und Erzählungen verfasst haben.
Limmer beantragte am 21. September 1938 die Aufnahme in die NSDAP und wurde zum 1. Januar 1940 aufgenommen (Mitgliedsnummer 7.804.676). Sie engagierte sich u. a. beim Reichsmütterdienst.
Nach der Befreiung vom Nationalsozialismus veröffentlichte sie einen weiteren Roman, zwei weitere Werke wurden postum verlegt.

## Werke
- Der neue Weg. Ein Roman um den Großglockner. Schwarz, Wien 1937.
- Die vom Grundtnerhof. Roman. Frau- und Mutter-Verlag, Wien 1938.
- Die Flöte des Hirten. Roman. Bergland-Buch, Salzburg 1941
- Das grüne Tor. Roman. Europäischer Verlag, Wien 1960.
- Dies Bildnis ist bezaubernd schön. Roman aus Salzburg. Carinthia, Klagenfurt 1982, ISBN 978-3-85378-191-3.
- Altes bäuerliches Brauchtum in meiner Innviertler Heimat. Obermayer, Buchloe 1988, ISBN 978-3-9800919-2-3.